# Giro di Lombardia 2018
Il Giro di Lombardia 2018, centododicesima edizione della "classica delle foglie morte" e valevole come trentaseiesima prova dell'UCI World Tour 2018 categoria 1.UWT, si svolse il 13 ottobre 2018 su un percorso di 241 km, con partenza da Bergamo e arrivo a Como, in Italia. Le asperità del percorso furono sei: Colle Gallo, Colle Brianza, Madonna del Ghisallo, Colma di Sormano, Civiglio e Monte Olimpino. La vittoria fu appannaggio del francese Thibaut Pinot, il quale completò il percorso in 5h53'22", alla media di 40,921 km/h, precedendo l'italiano Vincenzo Nibali e il belga Dylan Teuns.
Sul traguardo di Como 98 ciclisti, su 168 partiti da Bergamo, portarono a termine la competizione.

## Squadre e corridori partecipanti
| N.      | Cod. | Squadra                     |
| ------- | ---- | --------------------------- |
| 1-7     | TBM  | Bahrain-Merida              |
| 11-17   | ALM  | AG2R La Mondiale            |
| 21-27   | ANS  | Androni Giocattoli-Sidermec |
| 31-37   | AST  | Astana Pro Team             |
| 41-47   | BRD  | Bardiani CSF                |
| 51-57   | BMC  | BMC Racing Team             |
| 61-67   | BOH  | Bora-Hansgrohe              |
| 71-77   | GFC  | Groupama-FDJ                |
| 81-87   | ICA  | Israel Cycling Academy      |
| 91-97   | LTS  | Lotto Soudal                |
| 101-107 | MTS  | Mitchelton-Scott            |
| 111-117 | MOV  | Movistar Team               |

| N.      | Cod. | Squadra                         |
| ------- | ---- | ------------------------------- |
| 121-127 | NIP  | Nippo-Vini Fantini-Europa Ovini |
| 132-137 | QST  | Quick-Step Floors               |
| 141-147 | DDD  | Team Dimension Data             |
| 151-157 | EFD  | Team EF Education First-Drapac  |
| 161-167 | FST  | Team Fortuneo-Samsic            |
| 171-177 | TKA  | Team Katusha Alpecin            |
| 181-187 | TLJ  | Team Lotto NL-Jumbo             |
| 191-197 | SKY  | Team Sky                        |
| 201-207 | SUN  | Team Sunweb                     |
| 211-217 | TFS  | Trek-Segafredo                  |
| 221-227 | UAD  | UAE Team Emirates               |
| 231-237 | WIL  | Wilier Triestina-Selle Italia   |

## Ordine d'arrivo (Top 10)
| Pos. | Corridore          | Squadra      | Tempo    |
| ---- | ------------------ | ------------ | -------- |
| 1    | Thibaut Pinot      | Groupama     | 5h53'22" |
| 2    | Vincenzo Nibali    | Bahrain-Mer. | a 32"    |
| 3    | Dylan Teuns        | BMC          | a 43"    |
| 4    | Rigoberto Urán     | Educ. First  | s.t.     |
| 5    | Tim Wellens        | Lotto        | s.t.     |
| 6    | Jon Izagirre       | Bahrain-Mer. | s.t.     |
| 7    | Rafał Majka        | Bora         | s.t.     |
| 8    | Domenico Pozzovivo | Bahrain-Mer. | s.t.     |
| 9    | Daniel Martin      | UAE          | a 48"    |
| 10   | George Bennett     | Lotto NL     | a 1'22"  |